# Норко (Луїзіана)
Норко (англ. Norco) — переписна місцевість (CDP) в США, в окрузі Сент-Чарлз штату Луїзіана. Населення — 2984 особи (2020).

## Географія
Норко розташоване за координатами 29°59′54″ пн. ш. 90°24′16″ зх. д. / 29.99833° пн. ш. 90.40444° зх. д. (29.998287, -90.404535).  За даними Бюро перепису населення США в 2010 році переписна місцевість мала площу 10,44 км², з яких 8,92 км² — суходіл та 1,52 км² — водойми.

## Демографія
Згідно з переписом 2010 року, у переписній місцевості мешкали 3074 особи в 1182 домогосподарствах у складі 824 родин. Густота населення становила 295 осіб/км².  Було 1271 помешкання (122/км²).
Расовий склад населення:
| - 90,3 % — білих - 7,0 % — чорних або афроамериканців - 0,5 % — азіатів - 0,4 % — корінних американців - 0,1 % — вихідців з тихоокеанських островів |

До двох чи більше рас належало 1,1 %. Частка іспаномовних становила 3,0 % від усіх жителів.
За віковим діапазоном населення розподілялося таким чином: 25,1 % — особи молодші 18 років, 60,7 % — особи у віці 18—64 років, 14,2 % — особи у віці 65 років та старші. Медіана віку мешканця становила 37,6 року. На 100 осіб жіночої статі у переписній місцевості припадало 95,1 чоловіків;  на 100 жінок у віці від 18 років та старших — 92,1 чоловіків також старших 18 років.
Середній дохід на одне домашнє господарство  становив 71 644 долари США (медіана — 66 534), а середній дохід на одну сім'ю — 74 614 долари (медіана — 72 083). Медіана доходів становила 52 841 долар для чоловіків та 28 491 долар для жінок. За межею бідності перебувало 7,9 % осіб, у тому числі 17,3 % дітей у віці до 18 років та 4,6 % осіб у віці 65 років та старших.
Цивільне працевлаштоване населення становило 1510 осіб. Основні галузі зайнятості: будівництво — 19,5 %, виробництво — 13,4 %, роздрібна торгівля — 12,8 %.